# 1RŁ239 Ryś
1RŁ239 Ryś, (ros. Рысь) lub ARK-1 Ryś (indeks GRAU 1PЛ239) – radziecki radar przeznaczony do rozpoznania ognia artylerii naziemnej, opracowany w Stowarzyszeniu Badawczo – Produkcyjnym Strieła w Tule.

## Historia
W czerwcu 1969 roku, na mocy Dekretu Rządu, Biuru Konstrukcyjnemu Stowarzyszenia Badawczo – Produkcyjnego Strieła, zlecono opracowanie wstępnego projektu radaru rozpoznania stanowisk moździerzy i wielolufowych wyrzutni rakietowych o zasięgu rozpoznania do 10 km, a termin zakończenia prac badawczo – rozwojowych projektu Ryś i prezentacji prototypu do prób państwowych wyznaczono na IV kwartał 1975.

## Konstrukcja
Radar został opracowany jako w pełni autonomiczny kompleks z własnym zapleczem nawigacyjnym, orientacyjnym, topograficznym i komunikacyjnym. Ochronę załogi i sprzętu przed ostrzałem z małokalibrowej broni strzeleckiej i odłamków pocisków zapewniało zastosowanie podwozia ciągnika opancerzonego MT-LBu. W skład wyrobu wchodziły również systemy ochrony załogi przed bronią masowego rażenia. Radar był zasilany agregatem przez wał odbioru mocy z silnika MT-LBu. W celu zmniejszenia masy sprzętu ze stopów aluminium wykonano m.in. większość części samego radaru. Radar był jedną z pierwszych konstrukcji Biura Konstrukcyjnego, który posiadał tryb pracy z wbudowaną kontrolą wydajności radaru, cyfrowe wtórne przetwarzanie informacji oparte na komputerze itp..
W czerwcu 1975 roku w zakładach Arsenał w Tule wyprodukowano prototyp, który w listopadzie 1975 roku został skierowany do prób wstępnych. Próby państwowe radaru przeprowadzono w latach 1976 –1977 na trzech poligonach Ministerstwa Obrony Narodowej ZSRR i zakończono w drugim kwartale 1977 roku. Radar pomyślnie przeszedł próby państwowe i na mocy Dekretu Rządowego z dnia 14 września 1977 roku został przyjęty do dostaw dla Armii Radzieckiej pod nazwą - ARK-1 Artyleryjski kompleks radarowy do rozpoznania ognia artylerii naziemnej.

### Modernizacja
Wspomniany wyżej dekret rządowy ustalił również zakres modernizacji kompleksu przewidując wprowadzenie do kompleksu autonomicznego źródła zasilania, oraz nowego cyfrowego interfejsu informacyjno-technicznego. Kompleks miał zapewniać rozpoznanie stanowisk ogniowych, w zależności od kalibru i rodzaju systemu strzelania, na dystansach 9 – 16 km. Termin prezentacji zmodernizowanego kompleksu ustalono na 1983. Opracowanie dokumentacji projektowej dla prototypu modernizowanego kompleksu zakończono w 1980. Kompleks powstał w czasie, gdy krajowy system globalnego pozycjonowania GLONASS był jeszcze w fazie rozwoju. W związku z tym zadania topograficzne wykonywał z użyciem peryskopowej busoli artyleryjskiej oraz dalmierza optycznego zamontowanych w pojeździe. W 1981 został wyprodukowany prototyp, w związku z tym przed terminem przeprowadzono wstępne próby państwowe zmodernizowanego kompleksu i już w czerwcu 1983 roku, na polecenie Ministra Obrony Narodowej, kompleks został oddany do służby.

### Dane techniczne
- zasięg rozpoznania stanowisk ogniowych
  - artyleria lufowa – do 9 km
  - moździerze – do 12 km
  - MLRS (Multiple Launch Rocket System) – do 16 km[1].

## Produkcja seryjna
Był produkowany seryjnie w zakładach w Tule od 1981 do 1983 (pierwsza wersja), i w Iżewskich Zakładach Elektromechanicznych od 1983 do 1991 roku (wersja zmodernizowana). Radar prawdopodobnie nadal znajduje się w służbie armii rosyjskiej i armiach państw WNP.